# Inna Sovsun
Inna Romanivna Sovsun (in ucraino Інна Романівна Совсун?; Charkiv, 21 settembre 1984) è una politica ucraina.

## Biografia
Nata e cresciuta a Charkiv si è laureata in scienze politiche nel 2005 presso l'Università nazionale accademia Mogila di Kiev proseguendo col master in scienze politiche presso l'Università nazionale Taras Ševčenko di Kiev; tra il 2006 e il 2007 ha studiato presso l'Università di Lund, dove ha conseguito un master in politica europea.
Dopo la laurea si è inserita in attività sociali fondando nel 2009 il think tank CEDOS, che ha diretto fino al 2014. Proprio in quell'anno fu nominata Prima viceministra dell'istruzione e della scienza, rimanendo in carica fino al 2016.
Alle elezioni parlamentari del 2019 è stata eletta alla Verchovna Rada nelle file del partito Holos.